# Buggymania
Buggymania Veículos Ltda. war ein brasilianischer Hersteller von Automobilen.

## Unternehmensgeschichte
Das Unternehmen aus Rio de Janeiro stellte in den 1980er Jahren Automobile und Kit Cars her. Der Markenname lautete Bird.

## Fahrzeuge
Im Angebot stand ein VW-Buggy. Die Basis bildete wahlweise ein Fahrgestell von Volkswagen do Brasil oder ein eigener Rohrrahmen. Ein luftgekühlter Vierzylinder-Boxermotor von VW war im Heck montiert und trieb die Hinterräder an. Die offene Karosserie bestand aus Fiberglas. Auffallend waren die runden Scheinwerfer.